# 暉峻康隆
暉峻 康隆（てるおか やすたか、1908年〈明治41年〉2月1日 - 2001年〈平成13年〉4月2日）は、日本の国文学者（近世文学）。俳号は桐雨。早稲田大学名誉教授。

## 人物
鹿児島県囎唹郡東志布志村（現・志布志市）生まれ。金剛寺の長男。鹿児島県立志布志中学校 （旧制）、早稲田第一高等学院、早稲田大学文学部 （旧制）国文科卒業。1932年から1939年にかけて、真山青果の下で西鶴研究の助手を務める。1951年「西鶴 評論と研究」で早稲田大学より博士号を取得。のち早稲田大学教授、1978年、定年退職、名誉教授。1996年、第8回現代俳句大賞受賞。
井原西鶴研究の権威の一人で、自然主義文学やプロレタリア文学の影響を受けた西鶴作品の批評を発展させ、「作家は書きながら現実認識を深める」という文芸観に基づき、多くの西鶴作品の新たな鑑賞を示した。その一連の研究は「暉峻西鶴」と称される。西鶴研究の他、蕪村風の俳諧研究で業績を残した。
中野三敏によれば、暉峻と慶應義塾大学教授・池田彌三郎は早慶の二大粋人教授と称されていたという。また、早稲田大学の講師採用時に「優や良より可の方が多い」ことが問題になったという逸話がある。後に、暉峻は「女性が学歴獲得のために大学に進学をすると、キャンパス内に女子学生があふれ、それを目指す男子学生が増え、やがて大学は学問研究の府ではなくなる」として主張。
1961年には「私立大学の文学部は花嫁学校化している」と発言して「女子学生亡国論」を展開した（なお、この当時の文学部における女子学生の割合は全体の37%である）。また、池田も『婦人公論』に「大学女禍論」と題する一文を発表し、ともに議論を巻き起こした。
1980年からのNHK「お達者文芸」の選者として広く知られた。また、好色文芸や落語に関する一般向け書物も多く、時に「てるおか やすたか」と平仮名で表記した。小沢昭一らにより早稲田大学で結成された、日本で初めての（学生サークルとしての）落語研究会の初代顧問であった。

## 著書
- 『江戸文学辞典』（冨山房） 1940
- 『文学の系譜』（古今書院） 1941
- 『近世文学評論』（育英書院） 1942
- 『蕪村』（青梧堂） 1943
- 『日本の書翰体小説』（越後屋書店） 1943
- 『蕪村論』（白鳳出版社） 1947
- 『西鶴の世界』（木水社） 1948
- 『西鶴 評論と研究』（中央公論社） 1948 - 1950
- 『近世文学の展望』（明治書院） 1953
- 『西鶴 研究ノート』（中央公論社） 1953
- 『日本文学における女性像』（寿星社） 1955
- 『とかく浮世は』（社会思想研究会出版部） 1956
- 『すらんぐ - 卑語 ネオン街から屋台まで』（光文社、カッパ・ブックス） 1957
- 『好色』（有紀書房） 1958
- 『日本人の笑い - 庶民の芸術にただよう性感覚』（光文社、カッパ・ブックス） 1961、のちみすず書房 大人の本棚 2002
- 『日本人の四季 性も愛も金もうけも』（墨水書房） 1963
- 『落語藝談 文楽・正蔵・円生・小さん』（三省堂新書） 1969、のち小学館ライブラリー 1998
- 『落語の年輪』（講談社） 1978、のち河出文庫（2分冊） 2007
- 『元禄の演出者たち』（朝日選書） 1976
- 『好色物の世界 西鶴入門』（日本放送出版協会、NHKブックス） 1979
- 『西鶴粋談 暉峻康隆対談集』（小学館） 1980
- 『芭蕉の俳諧』（中公新書） 1981
- 『西鶴新論』（中央公論社） 1981
- 『日本人の愛と性』（岩波新書） 1989
- 『日の丸・君が代の成り立ち』（岩波ブックレット） 1991
- 『幽霊 メイド・イン・ジャパン』（桐原書店） 1991
- 『江戸の素顔』（小学館） 1995
- 『西鶴への招待』（岩波セミナーブックス） 1995
- 『暉峻康隆の季語辞典』（東京堂出版） 2002
- 『桐雨句集』（小学館スクウェア） 2003

### 現代語訳
- 『現代語訳・西鶴全集』全12巻（小学館） 1977
  - 『現代語訳・西鶴』全6巻（小学館ライブラリー） 1992 - 1997